# 앨버트 수아레즈
앨버트 조 수아레즈 수베로(Albert Joe Suárez Subero, 1989년 10월 8일 ~ )는 미국의 야구 선수이자, 현 메이저 리그 볼티모어 오리올스의 투수이다.

## 베네수엘라 프로야구 시절
2011년에 나베간테스 델 마가야네스에 입단하였다.

## 미국 프로야구 시절
2016년에 샌프란시스코 자이언츠에 입단하였다.

## 베네수엘라 프로야구 복귀
2017년에 레오네스 델 카라카스에 복귀하였다.

## 일본 프로야구 시절
2019년에 도쿄 야쿠르트 스왈로스에 입단하였다.

## 한국 프로야구 시절

### 삼성 라이온즈시절
2022년에 마이크 몽고메리를 대체할 투수로 영입되었다. 종아리 부상으로 인해 2023년 8월에 방출됐다. 그의 대체 용병으로는 NC 다이노스에서 뛰었던 테일러 와이드너가 영입됐다.

## 베네수엘라 프로야구 재복귀
2023년에 레오네스 델 카라카스에 재복귀하였다.

## 미국 프로야구 재복귀
2024년에 볼티모어 오리올스와 마이너 계약을 했다.

## 트리비아
- 도쿄 야쿠르트 스왈로스 시절 데이비드 뷰캐넌과 함께 활동했다. 삼성 라이온즈에 입단하며 재회하게 됐고, 호세 피렐라와는 친구 사이이다.

1. ↑  임종률 (2023년 8월 26일). “'수아레즈가 그립다' 삼성 와이드너, 와이라노”. 노컷뉴스. 2023년 8월 26일에 확인함.